# European Touring Car Cup
European Touring Car Cup (ETCC, ETC Cup) – europejski puchar samochodów turystycznych organizowany przez FIA i rozgrywany corocznie jako pojedyncze rundy składające się z dwóch wyścigów na różnych torach w Europie. Od sezonu 2010 z wyjątkiem sezonu 2011 w kalendarzu jest więcej niż jedna runda. Od sezonu 2012 większość rund w sezonie odbywa się w ten sam weekend co wyścigi World Touring Car Championship

## Szczegóły
Seria European Touring Car Cup została założona w 2005 aby nadal istniały wyścigi samochodów turystycznych na szczeblu europejskim po tym jak w tym samym roku European Touring Car Championship zastąpiono ogólnoświatową serią World Touring Car Championship. W ETC Cup biorą udział głównie kierowcy jeżdżący regularnie w narodowych seriach rozgrywanych w różnych krajach Europy (a także w WTCC) m.in.:
- ADAC Procar
- Baltic Touring Car Championship
- British Touring Car Championship
- Danish Touringcar Championship
- Finnish Touring Car Championship
- Italian Superturismo Championship
- Portuguese Touring Car Championship
- Russian Touring Car Championship
- Scandinavian Touring Car Championship
- Swedish Touring Car Championship

Początkowo samochody podzielone były na dwie kategorie – Super 2000 i Superprodukcyjną, lecz w 2008 doszła także Super 1600, w której startują głównie Fordy Fiesta, natomiast w 2012 wprowadzono Single Make Trophy, a w 2014 wprowadzono TC2T. W wyścigach w każdej z kategorii stosowana jest osobno taka sama punktacja według klucza: 10-8-6-5-4-3-2-1. Dodatkowo za trzy pierwsze miejsca uzyskane w kwalifikacji przyznawane są odpowiednio 3, 2 i 1 punkt.

## Mistrzowie
| 2005  | Richard Göransson   | BMW 320i             | Lorenzo Falessi    | Alfa Romeo 147 SP  | nie rozgrywano   | nie rozgrywano      | nie rozgrywano       | nie rozgrywano       |
| 2006  | Ryan Sharp          | SEAT León            | Aleksandr Lwow     | Honda Civic Type R | nie rozgrywano   | nie rozgrywano      | nie rozgrywano       | nie rozgrywano       |
| 2007  | Michel Nykjær       | SEAT León            | Aleksiej Basow     | Honda Civic Type R | nie rozgrywano   | nie rozgrywano      | nie rozgrywano       | nie rozgrywano       |
| 2008  | Michel Nykjær       | Chevrolet Lacetti    | Fabio Fabiani      | BMW 320i           | Ralf Martin      | Ford Fiesta ST      | nie rozgrywano       | nie rozgrywano       |
| 2009  | James Thompson      | Honda Accord Euro R  | Marcis Birkens     | Honda Civic Type R | Carsten Seifert  | Ford Fiesta ST      | nie rozgrywano       | nie rozgrywano       |
| 2010  | James Thompson      | Honda Accord Euro R  | Vojislav Lekic     | Honda Civic Type R | Carsten Seifert  | Ford Fiesta ST      | nie rozgrywano       | nie rozgrywano       |
| 2011  | Fabrizio Giovanardi | Honda Accord Euro R  | Aleksandar Tosić   | Honda Civic Type R | Thomas Mühlenz   | Ford Fiesta ST      | nie rozgrywano       | nie rozgrywano       |
| 2012  | Fernando Monje      | SEAT León            | Nikołaj Karamyszew | Honda Civic Type R | Kevin Krammes    | Ford Fiesta 1.6 16V | Stian Paulsen        | SEAT León Supercopa  |
| 2013  | Petr Fulín          | BMW 320si            | nie rozgrywano     | nie rozgrywano     | Kevin Krammes    | Ford Fiesta 1.6 16V | Mario Dablander      | SEAT León Supercopa  |
| Sezon | TC2 Turbo           | TC2 Turbo            | TC2                | TC2                | Super 1600       | Super 1600          | Trofeum Jednej Marki | Trofeum Jednej Marki |
| Sezon | Kierowca            | Samochód             | Kierowca           | Samochód           | Kierowca         | Samochód            | Kierowca             | Samochód             |
| 2014  | Nikołaj Karamyszew  | Chevrolet Cruze 1.6T | Petr Fulín         | BMW 320si          | Gilles Bruckner  | Ford Fiesta 1.6 16V | Dmitrij Bragin       | SEAT León Supercopa  |
| 2015  | Dawit Kadżaia       | BMW 320 TC           | Michal Matějovský  | BMW 320si          | Niklas Mackschin | Ford Fiesta 1.6 16V | Dušan Borković       | SEAT León Supercopa  |